# Omar Cook
Omar Cook (Brooklyn, New York, 28. siječnja 1982.) crnogorski je naturalizirani profesionalni košarkaš, porijeklom iz SAD-a. Igra na poziciji razigravača, a trenutačno je član crnogorskog kluba KK Budućnost.

## Karijera

### Sveučilište
Karijeru je započeo na poznatom američkom sveučilištu St. John's. Zanimljivo da je već nakon jedne godine na sveučilištu St. John's bio drugi po broju asistencija u državi i prvi u konferenciji Big East. Također je srušio rekord sveučilišta koji je postavio kasniji NBA igrač Mark Jackson po broju asistencija na jednoj utakmici. Protiv sveučilišta Stony Brook, Cook je "podijelio" 17 asistencija. 

### NBA i Europa
Cook je izabran u 2. krugu (31. ukupno) NBA drafta 2001. od Orlando Magica, međutim odmah je zamijenjen u Denver Nuggetse, ali se kasnije nije uspio zadržati u momčadi. Od 2001. do 2004. nastupao je u presezonskim utakmica, ali je uz to odigrao 22 utamice regularnog dijela sezone u dresu Blazersa (2003./04.) i 5 utakmica za Raptorse (2004./05.) U srpnju 2005. izabran je na AAPBL draftu, ali ligu je napustio dva tjedna nakon drafta. 
Također je tijekom sezone 2004./05. dok je igrao za Fayetteville Patriotse, kratko predvodio NBA D-League po broju asistencija i ukradenih lopti. Tijekom sezone 2005./06., Cook je bio član belgijske Dexije. Sljedeće sezone igrao je najprije za rusku Samaru, a kasnije za francuski Strasbourg IG. Sa Samarom je osvojio FIBA Eurokup 2006./07. Sezonu 2007./08. proveo je kao član beogradske Crvene zvezde. Cook je u dresu Crvene zvezde bilježio impresivne utakmice u regionalnoj ligi i ULEB kupu, što nije ostalo nezapaženo od strane euroligaških klubova. U ULEB-u je bilježio impresivnih 6.5 asistencija po utakmici, dok je u regionalnoj ligi bio vrlo blizu te brojke upisujući 6.1 asistenciju u prosjeku.
26. lipnja 2008., Cook je potpisao dvogodišnji ugovor s Unicajom iz Málage s opcijom produljenja na još jednu ako obje strane pristanu.

## Crnogorska reprezentacija
U svibnju 2008., Cook je dobio crnogorsko državljanstvo, kako bi mogao nastupati za njihovu košarkašku reprezentaciju.

## Vanjske poveznice
- Profil na NBA.com
- Profil na Euroleague.net
- Profil  Arhivirana inačica izvorne stranice od 21. srpnja 2013. (Wayback Machine) na Basketball-Reference.com
- Profil  Arhivirana inačica izvorne stranice od 4. ožujka 2021. (Wayback Machine) na Basketpedya.com
- Profil na Eurobasket.com